# Ella Balinska

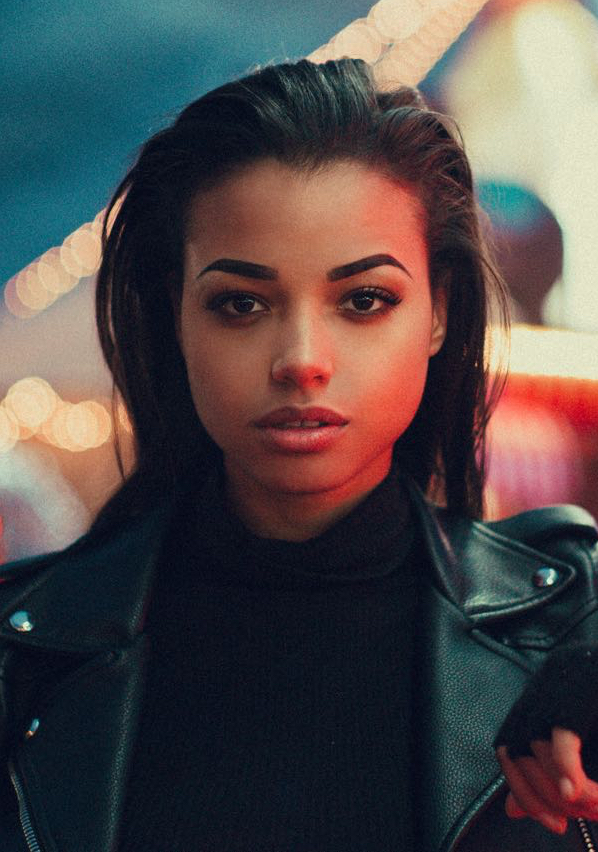
Ella Balinska (2017)

Ella Balinska (* 4. Oktober 1996 in London) ist eine britische Schauspielerin.

## Leben
Ella Balinska wurde als Tochter der Fernsehköchin und früheren Models Lorraine Pascale sowie des polnischen Jazz-Musikers Kazimierz Baliński-Jundziłł geboren. Sie besuchte die Arts Educational Schools, London (ArtsEd) und erhielt an der Guildford School of Acting (GSA) eine Schauspielausbildung, an der Academy of Performance Combat wurde sie in Kampfsportarten unterrichtet. Außerdem nahm sie als Speerwerferin mehrere Jahre an Wettkämpfen teil.
Im Spielfilm Junction 9 von Sophia De-Souza und Krishna Dubasiya verkörperte sie 2015 die Rolle der Tanya Mason, anschließend trat sie in verschiedenen Kurzfilmen in Erscheinung. 2018 hatte sie Episodenrollen in je einer Folge der BBC-Fernsehserie Casualty und der ITV-Serie Inspector Barnaby.
An der Seite von Kristen Stewart und Naomi Scott übernahm sie unter der Regie von Elizabeth Banks die dritte Hauptrolle im 2019 veröffentlichten Actionfilm 3 Engel für Charlie. Der Film basiert auf der gleichnamigen Fernsehserie, die bereits Vorlage für zwei Kinofilme (3 Engel für Charlie, 3 Engel für Charlie – Volle Power) war. Balinska verkörperte darin die ehemalige MI6-Agentin Jane Kano.
In der im Februar 2019 auf Sky UK veröffentlichten 26-teiligen Serie The Athena spielt sie in der Hauptrolle als Nyela Malik ein Model, das selbst als Modeschöpferin tätig sein will und daher die titelgebende Kunst- und Designschule in London besucht. Eine weitere Hauptrolle hatte sie im Horrorfilm Renn, Liebling, Renn (2020) von Shana Feste als alleinerziehende Mutter Shari. In der auf den Videospielen basierenden Netflix-Serie Resident Evil (2022) gehörte sie neben Paola Núñez, Tamara Smart, Lance Reddick, Siena Agudong und Adeline Rudolph zur Hauptbesetzung. Im Anfang 2023 veröffentlichten Computerspiel Forspoken verkörperte sie mittels Performance-Capturing die Rolle der Protagonistin Frey.
In den deutschsprachigen Fassungen wurde sie unter anderem von Alice Bauer in 3 Engel für Charlie, von Katharina Schwarzmaier in Resident Evil  und von Merete Brettschneider in Athena synchronisiert.

## Filmografie (Auswahl)
- 2015: Junction 9
- 2015: Thanatos (Kurzfilm)
- 2016: Hunted (Kurzfilm)
- 2017: 10 Men & Gwen (Kurzfilm)
- 2017: A Modern Tale
- 2017: Clover (Kurzfilm)
- 2017: Tiers of the Tropics (Kurzfilm)
- 2017: Room (Kurzfilm)
- 2018: Inspector Barnaby (Midsomer Murders, Fernsehserie, Episode 20x05 Eine Hochzeit und dreieinhalb Todesfälle)
- 2018: Casualty (Fernsehserie, Episode 32x23)
- 2019: The Athena (Fernsehserie, 26 Episoden)
- 2019: 3 Engel für Charlie (Charlie’s Angels)
- 2020: Renn, Liebling, Renn (Run Sweetheart Run)
- 2022: Resident Evil (Fernsehserie, 8 Episoden)
- 2024: Skincare
- 2025: Marked Men (Marked Men: Rule + Shaw)
- 2025: The Occupant

## Videospiel
- 2023: Forspoken (Frey Holland, Stimme und Performance-Capturing)[18]